# The Age of Desire
The Age of Desire is een Amerikaanse dramafilm uit 1923 onder regie van Frank Borzage. Destijds werd de film in Nederland uitgebracht onder de titel Dat wat je niet hebt.

## Verhaal
Wanneer de jonge weduwe Janet Loring hertrouwt met de miljonair Malcolm Trask, houdt ze haar eerste huwelijk geheim en laat ze haar zoontje Ranny in de steek. Ranny wordt een zwervertje en komt uiteindelijk terecht in het gezin van een boekverkoopster en haar kleindochter Margy. Janet krijgt spijt van haar beslissing en gaat op zoek naar hem. De oplichter Marcio stuurt Ranny naar Janet als zijn zoon, maar hij weet dat hij dat ook daadwerkelijk is. Ranny neemt geld aan van zijn moeder, maar hij krijgt wroeging en bekent dat hij een oplichter is. Uiteindelijk kan Janet hem overtuigen dat hij echt haar zoon is.

## Rolverdeling
| Acteur               | Personage       |
| -------------------- | --------------- |
| Josef Swickard       | Marcio          |
| William Collier jr.  | Ranny (21 jaar) |
| Frederick Truesdell  | Malcolm Trask   |
| Bruce Guerin         | Ranny (3 jaar)  |
| Frankie Lee          | Ranny (13 jaar) |
| J. Farrell MacDonald | Dan Reagan      |
| Mary Jane Irving     | Margy (10 jaar) |
| Myrtle Stedman       | Janet Loring    |
| Aggie Herring        | Ann Reagan      |
| Mary Philbin         | Margy (18 jaar) |
| Edith Yorke          | Grootmoeder     |